# Crampons (chaussure)
Pour les articles homonymes, voir Crampon.

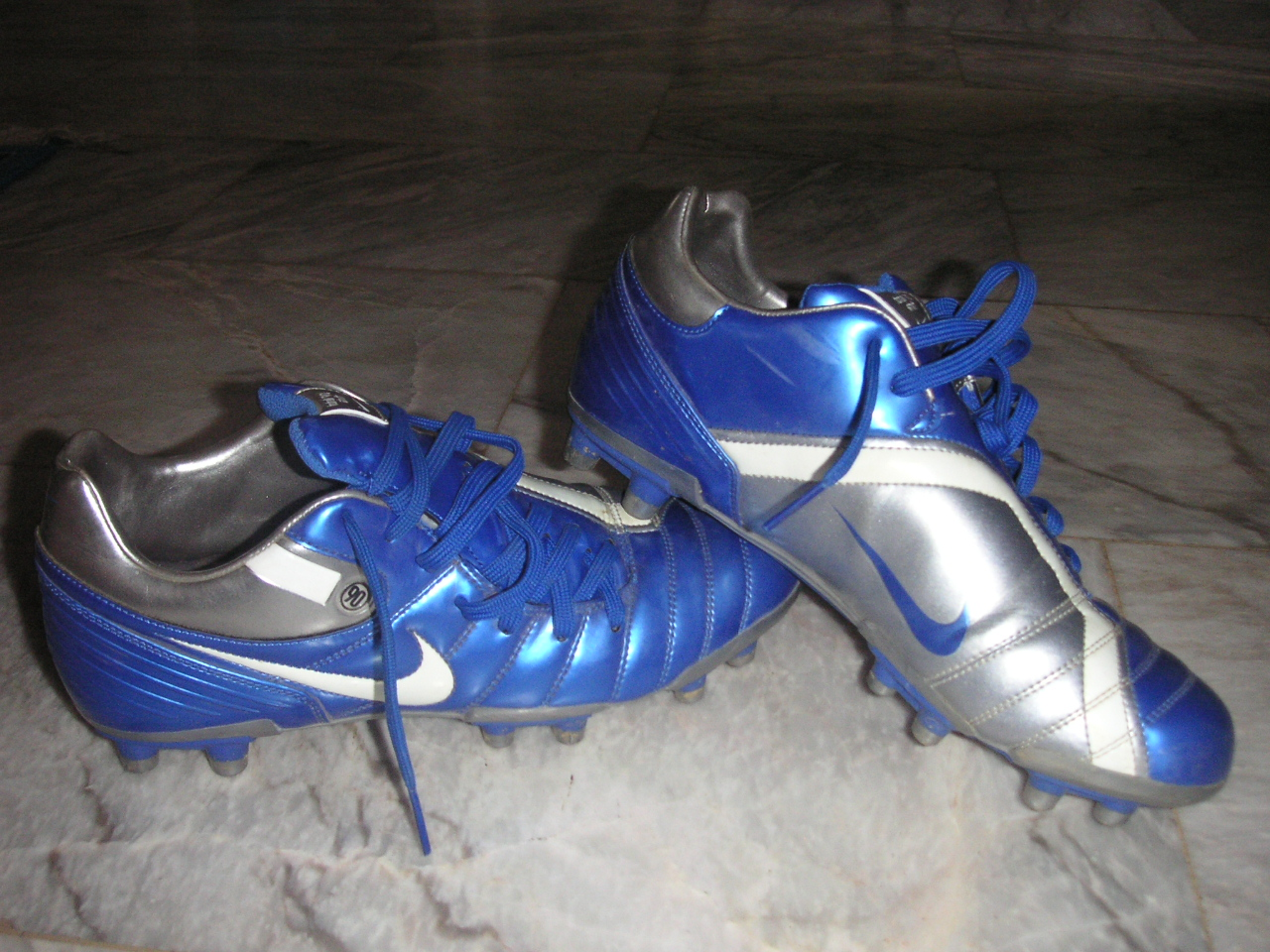
Aperçu de crampons sur des chaussures de football.

Les crampons désignent des petits embouts, à base de différents matériaux (plastique, métal...), liés aux chaussures  sportive, (football, rugby...), de manière permanente ou détachable, permettant l'adhérence aux différents surfaces de jeu (pelouse naturel ou synthétique, surfaces stabilisées...)

## Histoire
Les athlètes portaient des crampons aux alentours des années 1500. Bien qu'il n'existe plus aucune preuve sur l'existence des crampons à cette période, la première documentation écrite sur les crampons date de 1526, listant des « chaussures de football » dans la grande armoire vestimentaire du Roi Henri VIII. D'après des études, Henry VIII ordonne à son cordonnier royal, Cornelius Johnson, de lui concevoir une paire de chaussures à base de cuir brut lui permettant de « jouer au football », pour un coût de quatre shillings (environ 200 $). Une historienne anglaise aurait par ailleurs retrouvée le reçu de ces chaussures.
Le football se popularise en Angleterre, jusqu'à l'émergence de la Football Association en 1863 qui conçoit l'organisation footballistique. Depuis, le football accroit encore plus sa popularité, et des équipements sont alors conçu pour assurer la sécurité des joueurs lors des matchs. Plus important, des innovations technologiques durant cette même période jouent un rôle clé dans les matériaux et méthodes utilisés pour la production des crampons. Dans les années 1840, une méthode pour rendre les crampons moins plastique mais plus élastique, appelée vulcanisation, se développe en Angleterre et aux États-Unis. Ce procédé est utilisé dans la production de tous types de chaussures, mais elle reste bien plus bénéfique dans celle des crampons, ces derniers étant conçu pour protéger les pieds des joueurs. Les décennies se succédant, l'innovation progresse et, dans les années 1890, des petites pointes sont utilisées pour la production des crampons. Le concept des chaussures à pointes s'étend dans d'autres catégories sportives au fil du XIXe siècle. Dans les années 1890, une compagnie de chaussure (désormais connue sous le nom de Reebok), développe les premières chaussures à pointes en cuir pour la course. 
Les crampons sont utilisés pour la première fois aux États-Unis dans les années 1860 ; des pointes en métal (les crampons) sont liées aux semelles des joueurs de baseball. Une chaussure de baseball, comme définie par le Dickson Baseball Dictionary (3e édition), est un « type spécial de chaussure conçu et porté par les joueurs de baseball attribuant une adhérence grâce aux crampons [...]. » La première chaussure de baseball a été produite en 1882 par Waldo M. Claflin, originaire de Philadelphie. L'utilisation des crampons aux États-Unis gagne en notoriété depuis l'apparition du football américain au début du XXe siècle. Des chaussures de baseball sont utilisées pour les premiers matchs de ce sport. Dans les années 1920, des crampons détachables sont pour la première fois utilisés. Ce sport continuant à se populariser, les crampons se doivent de s'adapter à de nouvelles surfaces, principalement à la pelouse artificielle. Dès les années 1970, les joueurs portent des crampons en plastique conçu pour les pelouses artificielles.
Les crampons sont encore innovés au travers du XXe siècle. En 1954, les premières chaussures modernes de football sont conçues par Adidas. Elles sont plus légères, et ne possèdent aucune semelle à base de cuir, notamment.

## Types
Il existe différents types de crampons utilisés spécifiques à leurs domaines sportifs. Ces domaines incluent le football, le rugby, le baseball et le golf, notamment. Il existe également des types de crampons qui sont un assemblage de pointes attachées sous des chaussures permettant la traction sur la neige et la glace.